# Список умерших в 717 году

## Март
- 24 марта — Святой Дунхад, святой, настоятель монастыря Айона (710—717).

## Сентябрь
- 29 сентября — Лиутвин, один из основателей монастыря в Метлахе.

## Дата смерти неизвестна или требует уточнения
- Паоло Лучио Анафесто, первый, вероятно легендарный, венецианский дож (697—717).
- Василий Ономагул, византийский чиновник, провозглашённый император в Сицилии в 717 году под именем Тиберия.
- Винок из Берга, аббат, святой.
- Лаврентий Неаполитанский, епископ Неаполя (701—717); святой, почитаемый в Римско-католической церкви.
- Плектруда, мачеха Карла Мартелла, жена Пипина Геристальского, франкского майордома.
- Сулейман ибн Абдул-Малик, омейядский халиф (715—717).
- Теодоальд, майордом Австразии (714—717) и Нейстрии (714—715).
- Теодон II, герцог Баварии.
- Эдвульф I, король Нортумбрии (704—705).